# Adalbert Schmücker
Adalbert Schmücker OFM  (* 6. September 1878 in Olsberg als Aloisius Schmücker; † 8. August 1927 in Tsingtau, China) war ein römisch-katholischer Bischof und Apostolischer Vikar von Tsinanfu in China.

## Leben
Schmücker wurde auf den Namen Aloisius getauft. Mit Eintritt in den Orden der Franziskaner (OFM) am 15. August 1896, kurz vor seinem 18. Geburtstag, erhielt er den Ordensnamen Adalbert. Die einfachen Ordensgelübde legte er im August 1897 und im August 1900 die ewigen Gelübde als Mitglied der Sächsischen Franziskanerprovinz (Saxonia) ab. Am 14. August 1905 wurde er nach Studien in Aachen, Düsseldorf und Paderborn durch den Paderborner Bischof Wilhelm Schneider zum Priester geweiht.
Im Anschluss ging Schmücker als Missionar nach Tsingtau in China, wo die Saxonia 1904 ein Missionsgebiet übernommen hatte. 1907 wurde er in den Nordosten von Schantung, 1909 nach Lindja versetzt. 1912 wechselte er ans Priesterseminar von Tsinan. Im November 1914 wurde Schmücker zum Philosophieprofessor, im Jahr 1915 zum Dogmatikprofessor sowie zum Regens berufen.
Am 19. August 1920 wurde er von Papst Benedikt XV. zum Apostolischen Vikar von Nordschantung und Titularbischof von Elearchia ernannt.
Am 29. Juni 1921 wurde Schmücker dann in der Kathedrale von Tsinan-Hungkiaiou durch den Apostolischen Vikar von Südschantung, Augustin Henninghaus SVD, zum Bischof geweiht. Kokonsekratoren waren der Apostolische Vikar von Südostzhili, Henri Lécroart SJ, und der Apostolische Administrator von
Ce-Li Marittimo, Jean de Vienne de Hautefeuille CM.
Am 3. Dezember 1924 wurde das Vikariat umbenannt in Tsinanfu.
Schmücker starb am 5. August 1927 in Tsingtau an den Folgen einer Herzerkrankung und wurde acht Tage später auf dem Missionsfriedhof in Tsinanfu beigesetzt.